# 小行星17285
小行星17285（17285 Bezout）是一颗绕太阳运转的小行星，为主小行星带小行星。该小行星于2000年7月3日发现。

## 轨道参数
小行星17285的轨道半长轴为2.6442797 UA，离心率为0.171。